# 巴塞尔加迪皮内
巴塞尔加迪皮内（義大利語：Baselga di Piné），是意大利特伦托自治省的一个市镇。总面积40平方公里，人口4856人，人口密度121.4人/平方公里（2009年）。ISTAT代码为022009。

## 友好城市
- 荷蘭海倫芬